# Schismus
Schismus là một chi thực vật có hoa trong họ Hòa thảo (Poaceae).

## Loài
Chi Schismus gồm các loài: